# Alfredo Andreini
Alfredo Andreini [alfrédo andreíni], italijanski zdravnik in entomolog, * 27. julij 1870, Firence, Italija, † 11. december 1943, Lippiano, Italija.
Andreini je zbral veliko zbirko žuželk, predvem z Zelenortskih otokov (1908), Libije (1913) in Eritreje. Sodeloval je z zoološkim muzejem La Specola v Firencah.
V geometriji je oštevilčil in leta 1905 objavil 25 konveksnih uniformnih satovij, uniformno prostorsko pokritje trirazsežnega evklidskega prostora z neprekrivajočimi konveksnimi uniformnimi (pravilnimi in polpravilnimi) poliedrskimi celicami. Njegov seznam je bil do leta 1991 najbolj popoln, dokler ga ni Johnson dopolnil do 28 oblik.
1. 1 2  Biographies of the Entomologists of the World — Senckenberg German Entomological Institute.